# Bersaglio eccellente
Bersaglio eccellente (The Tall Target) è un film del 1951 diretto da Anthony Mann. Il film è conosciuto in Italia anche con il titolo Il grande bersaglio.
È un film d'avventura a sfondo thriller statunitense con Dick Powell, Paula Raymond, Adolphe Menjou, Marshall Thompson e Ruby Dee. È ambientato nel 1861 e narra del Complotto di Baltimora volto ad assassinare Abraham Lincoln.

## Trama
Nel febbraio del 1861, in un clima politico incandescente, il neoeletto presidente Abraham Lincoln sta viaggiando da New York a Washington per la cerimonia di insediamento. John Kennedy, un ex poliziotto di New York e fervente sostenitore di Lincoln, scopre un complotto per assassinarlo. Quando il suo superiore non gli crede, decide di agire da solo e prende il treno notturno diretto a Washington. A bordo, Kennedy scopre che il suo collega Reilly, che possedeva il suo biglietto, è stato assassinato, complicando ulteriormente la sua missione. Mentre il viaggio procede, Kennedy si rende conto che i cospiratori sono già sul treno, pronti a colpire durante la sosta prevista a Baltimora. Tra i passeggeri vi sono figure ambigue come il colonnello sudista Caleb Jeffers, che si mostra amichevole ma nasconde intenzioni letali, e Lance Beaufort, un ex cadetto di West Point, accompagnato dalla sorella Ginny  e dalla loro serva Rachel. A bordo viaggia anche Mrs. Alsop, scrittrice e attivista abolizionista, mentre nel corso del viaggio si aggiunge Mrs. Gibbons, che si rivela un'agente dell'Agenzia Pinkerton. In un crescendo di tensione, Kennedy fatica a distinguere amici e nemici, mentre ogni tentativo di fermare i cospiratori viene ostacolato. Neppure a Filadelfia riesce a far arrestare Jeffers, il quale tenta di eliminarlo con la sua stessa pistola, ignaro che Kennedy aveva sostituito i proiettili con colpi a salve. Con il tempo che scorre inesorabile e i sicari pronti ad agire, la sopravvivenza di Lincoln dipende dalla capacità di Kennedy di smascherare il complotto prima che sia troppo tardi.

## Produzione
Il film, diretto da Anthony Mann su una sceneggiatura di George Worthing Yates e Art Cohn e un soggetto dello stesso Yates e di Daniel Mainwaring (accreditato come Geoffrey Homes), fu prodotto da Richard Goldstone per la Metro-Goldwyn-Mayer e girato negli studios della Metro-Goldwyn-Mayer a Culver City, California, da inizio gennaio a metà febbraio 1951. Il titolo di lavorazione fu  Man on the Train.

## Distribuzione
Il film fu distribuito con il titolo The Tall Target negli Stati Uniti dal 17 agosto 1951 al cinema dalla Metro-Goldwyn-Mayer.
Altre distribuzioni:
- in Svezia l'11 febbraio 1952 (Panik på nattexpressen)
- in Francia il 13 gennaio 1974 (Le grand attentat)
- in Germania Ovest il 26 novembre 1988 (in TV) (Verschwörung im Nachtexpress)
- in Francia il 27 luglio 2005 (redistribuzione)
- in Italia (Bersaglio eccellente)
- in Brasile (Conspiração)
- in Ungheria (A magas célpont)